# Fredede bygninger i Randers Kommune
Denne liste over fredede bygninger i Randers Kommune viser alle fredede bygninger i Randers Kommune, bortset fra kirker. Listen bygger på data fra Kulturarvsstyrelsen.
| Sagsnavn                                       | Komplekstype               | Opførelsesår | Adresse                               | Koordinater                                   | Fredningsår (1. fredning) | ID (Link til Kulturarv.dk) | Billede     |
| ---------------------------------------------- | -------------------------- | ------------ | ------------------------------------- | --------------------------------------------- | ------------------------- | -------------------------- | ----------- |
| Amtmand Hoppes Bro                             | Vejbro                     |              | Væthvej 0, 8870 Langå                 | 56°23′35″N 9°54′28″Ø / 56.39317°N 9.90779°Ø   |                           | 730--2--1                  | Upload foto |
| Amtmandsboligen, Christineberg (tidl.)         | Retten i Randers           |              | Østergade 19, 8900 Randers C          | 56°27′46″N 10°02′31″Ø / 56.46273°N 10.04208°Ø |                           | 730-20290-1                | Upload foto |
| Brødregade 24                                  |                            | 1592         | Brødregade 24, 8900 Randers C         | 56°27′34″N 10°02′15″Ø / 56.45939°N 10.03761°Ø |                           | 730-9427-1                 | Upload foto |
| Brødregade 25                                  |                            | 1663         | Brødregade 25, 8900 Randers C         | 56°27′31″N 10°02′16″Ø / 56.45873°N 10.03786°Ø |                           | 730-9428-1                 | Upload foto |
| Brødregade 26                                  |                            | 1592         | Brødregade 26, 8900 Randers C         | 56°27′33″N 10°02′16″Ø / 56.45930°N 10.03765°Ø |                           | 730-9429-1                 | Upload foto |
| Frisenvold                                     |                            | 1807         | Frisenvoldvej 22, 8940 Randers SV     | 56°24′53″N 9°58′15″Ø / 56.41474°N 9.97089°Ø   |                           | 730-31671-1                | Upload foto |
| Frisenvold                                     |                            | 1807         | Frisenvoldvej 22, 8940 Randers SV     | 56°24′53″N 9°58′15″Ø / 56.41474°N 9.97089°Ø   |                           | 730-31671-2                | Upload foto |
| Frisenvold                                     |                            | 1877         | Frisenvoldvej 22, 8940 Randers SV     | 56°24′53″N 9°58′15″Ø / 56.41474°N 9.97089°Ø   |                           | 730-31671-3                | Upload foto |
| Fussingø                                       |                            | 1795         | Vasevej 9, 8920 Randers NV            | 56°28′25″N 9°50′38″Ø / 56.47354°N 9.84380°Ø   |                           | 730-5116-1                 | Upload foto |
| Gjessinggård                                   |                            | 1300         | Udbyhøjvej 496A, 8930 Randers NØ      | 56°33′21″N 10°10′40″Ø / 56.55595°N 10.17787°Ø |                           | 730-2801-1                 | Upload foto |
| Hadsundvejens Skole                            |                            | 1912         | Gl. Hadsundvej 3, 8900 Randers C      | 56°27′57″N 10°02′22″Ø / 56.46597°N 10.03938°Ø |                           | 730-11785-1                | Upload foto |
| Hadsundvejens Skole                            | Gymnastiksal               | 1912         | Gl. Hadsundvej 3, 8900 Randers C      | 56°27′57″N 10°02′22″Ø / 56.46597°N 10.03938°Ø |                           | 730-11785-2                | Upload foto |
| Helligåndshuset                                |                            | 1434         | Erik Menveds Plads 1, 8900 Randers C  | 56°27′38″N 10°02′08″Ø / 56.46043°N 10.03566°Ø |                           | 730-10357-1                | Upload foto |
| Henrikseje                                     |                            | 1791         | Mariagervej 261, 8920 Randers NV      | 56°30′02″N 10°01′22″Ø / 56.50063°N 10.02273°Ø |                           | 730-14713-1                | Upload foto |
| Henrikseje                                     | Lade og maskinhus          | 1791         | Mariagervej 261, 8920 Randers NV      | 56°30′02″N 10°01′22″Ø / 56.50063°N 10.02273°Ø |                           | 730-14713-5                | Upload foto |
| Henrikseje                                     | Lager                      | 1791         | Mariagervej 261, 8920 Randers NV      | 56°30′02″N 10°01′22″Ø / 56.50063°N 10.02273°Ø |                           | 730-14713-7                | Upload foto |
| Houmeden 2-4 og Rådhustorvet 1                 |                            | 1700         | Rådhustorvet 1, 8900 Randers C        | 56°27′39″N 10°02′11″Ø / 56.46074°N 10.03639°Ø |                           | 730-17068-1                | Upload foto |
| Hvidsten Kro                                   |                            | 1634         | Mariagervej 450, 8981 Spentrup        | 56°33′01″N 10°00′08″Ø / 56.55018°N 10.00212°Ø |                           | 730-5871-1                 | Upload foto |
| Hvidsten Kro                                   |                            | 1935         | Mariagervej 450, 8981 Spentrup        | 56°33′01″N 10°00′08″Ø / 56.55018°N 10.00212°Ø |                           | 730-5871-2                 | Upload foto |
| Hvidsten Kro                                   |                            | 1913         | Mariagervej 450, 8981 Spentrup        | 56°33′01″N 10°00′08″Ø / 56.55018°N 10.00212°Ø |                           | 730-5871-3                 | Upload foto |
| Hvidsten Kro                                   |                            | 1913         | Mariagervej 450, 8981 Spentrup        | 56°33′01″N 10°00′08″Ø / 56.55018°N 10.00212°Ø |                           | 730-5871-4                 | Upload foto |
| Hvidsten Kro                                   |                            | 1913         | Mariagervej 450, 8981 Spentrup        | 56°33′01″N 10°00′08″Ø / 56.55018°N 10.00212°Ø |                           | 730-5871-5                 | Upload foto |
| Kirkegade 17                                   |                            | 1622         | Kirkegade 17, 8900 Randers C          | 56°27′36″N 10°02′00″Ø / 56.45994°N 10.03345°Ø |                           | 730-13309-1                | Upload foto |
| Kousted Kirkelade                              |                            | 1550         | Sognevej 22, 8920 Randers NV          | 56°30′51″N 9°54′07″Ø / 56.51412°N 9.90190°Ø   |                           | 730-5727-1                 | Upload foto |
| Langå Hospital, Christen Skeels Stiftelse      |                            | 1655         | Åbrovej 3, 8870 Langå                 | 56°23′40″N 9°53′17″Ø / 56.39432°N 9.88806°Ø   |                           | 730-33299-1                | Upload foto |
| Langå-broen                                    | Pladedragerbro/jernbanebro |              | Skovkrogen 0, 8870 Langå              | 56°22′54″N 9°53′41″Ø / 56.38174°N 9.89467°Ø   |                           | 730--1--1                  | Upload foto |
| Niels Ebbesens Gård, Rådmand Jens Jensens Gård |                            | 1650         | Storegade 11, 8900 Randers C          | 56°27′29″N 10°02′18″Ø / 56.45794°N 10.03835°Ø |                           | 730-17986-1                | Upload foto |
| Nygade 2-6                                     |                            | 1800         | Nygade 2, 8900 Randers C              | 56°27′40″N 10°02′16″Ø / 56.46116°N 10.03780°Ø |                           | 730-27563-1                | Upload foto |
| Nygade 2-6                                     |                            | 1498         | Nygade 6, 8900 Randers C              | 56°27′41″N 10°02′16″Ø / 56.46125°N 10.03778°Ø |                           | 730-27563-2                | Upload foto |
| Nørregade 7                                    |                            | 1770         | Nørregade 7, 8900 Randers C           | 56°27′43″N 10°02′08″Ø / 56.46183°N 10.03549°Ø |                           | 730-14394-2                | Upload foto |
| Nørrejyllands Tøjhus                           |                            | 1805         | Udbyhøjvej 32A, 8930 Randers NØ       | 56°27′52″N 10°02′55″Ø / 56.46439°N 10.04852°Ø |                           | 730-19035-1                | Upload foto |
| Nørrejyllands Tøjhus                           |                            | 1805         | Udbyhøjvej 32C, 8930 Randers NØ       | 56°27′51″N 10°02′55″Ø / 56.46422°N 10.04871°Ø |                           | 730-19035-2                | Upload foto |
| Nørrejyllands Tøjhus                           |                            | 1805         | Udbyhøjvej 32E, 8930 Randers NØ       | 56°27′52″N 10°02′57″Ø / 56.46447°N 10.04916°Ø |                           | 730-19035-4                | Upload foto |
| Nørrejyllands Tøjhus                           |                            | 1805         | Udbyhøjvej 32G, 8930 Randers NØ       | 56°27′52″N 10°02′56″Ø / 56.46446°N 10.04880°Ø |                           | 730-19035-3                | Upload foto |
| Nørrejyllands Tøjhus                           |                            | 1805         | Udbyhøjvej 34A, 8930 Randers NØ       | 56°27′53″N 10°02′58″Ø / 56.46469°N 10.04952°Ø |                           | 730-19035-6                | Upload foto |
| Nørrejyllands Tøjhus                           |                            | 1801         | Udbyhøjvej 36, 8930 Randers NØ        | 56°27′53″N 10°03′00″Ø / 56.46463°N 10.04990°Ø |                           | 730-19035-7                | Upload foto |
| Nørrejyllands Tøjhus                           |                            | 1801         | Udbyhøjvej 38A, 8930 Randers NØ       | 56°27′54″N 10°03′02″Ø / 56.46500°N 10.05066°Ø |                           | 730-19035-9                | Upload foto |
| Nørrejyllands Tøjhus                           |                            | 1805         | Udbyhøjvej 38B, 8930 Randers NØ       | 56°27′54″N 10°03′03″Ø / 56.46490°N 10.05075°Ø |                           | 730-19035-10               | Upload foto |
| Nørrejyllands Tøjhus                           |                            | 1805         | Udbyhøjvej 38C, 8930 Randers NØ       | 56°27′54″N 10°03′04″Ø / 56.46494°N 10.05105°Ø |                           | 730-19035-11               | Upload foto |
| Nørrejyllands Tøjhus                           |                            | 1801         | Udbyhøjvej 40, 8930 Randers NØ        | 56°27′55″N 10°03′09″Ø / 56.46522°N 10.05250°Ø |                           | 730-19035-13               | Upload foto |
| Oust Møllegård                                 |                            | 1675         | Oust Møllevej 27, 8920 Randers NV     | 56°28′33″N 9°59′24″Ø / 56.47585°N 9.99012°Ø   |                           | 730-16178-1                | Upload foto |
| Oust Møllegård                                 |                            | 1675         | Oust Møllevej 27, 8920 Randers NV     | 56°28′33″N 9°59′24″Ø / 56.47585°N 9.99012°Ø   |                           | 730-16178-2                | Upload foto |
| Overgård                                       | Hovedbygning               | 1546         | Overgårdsvej 28, 8970 Havndal         | 56°41′03″N 10°14′59″Ø / 56.68423°N 10.24966°Ø |                           | 730-36873-1                | Upload foto |
| Provstegade 4                                  |                            | 1831         | Provstegade 4, 8900 Randers C         | 56°27′41″N 10°02′14″Ø / 56.46149°N 10.03722°Ø |                           | 730-16552-1                | Upload foto |
| Påskesønnernes Gård                            |                            | 1460         | Rådhustorvet 7, 8900 Randers C        | 56°27′40″N 10°02′10″Ø / 56.46110°N 10.03605°Ø |                           | 730-17073-1                | Upload foto |
| Randers gamle rådhus                           |                            | 1778         | Rådhusstræde 1, 8900 Randers C        | 56°27′39″N 10°02′13″Ø / 56.46088°N 10.03697°Ø |                           | 730-17061-1                | Upload foto |
| Randers Statsskole                             |                            | 1926         | Rådmands Boulevard 20, 8900 Randers C | 56°28′10″N 10°01′34″Ø / 56.46934°N 10.02609°Ø |                           | 730-17088-1                | Upload foto |
| Ridehuset                                      |                            |              | Sandgade 11, 8900 Randers C           | 56°27′47″N 10°02′28″Ø / 56.46300°N 10.04101°Ø |                           | 730-17132-1                | Upload foto |
| Rosengade 1                                    |                            | 1850         | Rosengade 1, 8900 Randers C           | 56°27′40″N 10°02′14″Ø / 56.46113°N 10.03727°Ø |                           | 730-16883-1                | Upload foto |
| Snaregade 2                                    |                            | 1892         | Houmeden 10, 8900 Randers C           | 56°27′38″N 10°02′08″Ø / 56.46069°N 10.03548°Ø |                           | 730-12664-1                | Upload foto |
| Spentrup Præstegård                            |                            | 1794         | Stationsvej 45, 8981 Spentrup         | 56°32′22″N 10°02′01″Ø / 56.53939°N 10.03366°Ø |                           | 730-6443-1                 | Upload foto |
| Store Kirkestræde 2                            |                            | 1626         | Kirkegade 13, 8900 Randers C          | 56°27′35″N 10°02′03″Ø / 56.45977°N 10.03414°Ø |                           | 730-13307-1                | Upload foto |
| Store Rosengård                                |                            | 1750         | Vestergrave 42, 8900 Randers C        | 56°27′27″N 10°02′15″Ø / 56.45751°N 10.03750°Ø |                           | 730-19636-1                | Upload foto |
| Strømmen Station                               |                            | 1905         | Strømmen 32, 8960 Randers SØ          | 56°27′07″N 10°02′46″Ø / 56.45206°N 10.04622°Ø |                           | 730-18044-1                | Upload foto |
| Strømmen Station                               |                            | 1905         | Strømmen 32, 8960 Randers SØ          | 56°27′07″N 10°02′46″Ø / 56.45206°N 10.04622°Ø |                           | 730-18044-2                | Upload foto |
| Støvringgård                                   |                            | 1622         | Støvringgårdvej 73A, 8930 Randers NØ  | 56°30′08″N 10°12′11″Ø / 56.50227°N 10.20299°Ø |                           | 730-2451-1                 | Upload foto |
| Støvringgård                                   |                            | 1830         | Støvringgårdvej 73D, 8930 Randers NØ  | 56°30′07″N 10°12′14″Ø / 56.50193°N 10.20395°Ø |                           | 730-2451-6                 | Upload foto |
| Svaneapoteket                                  |                            | 1802         | Middelgade 2, 8900 Randers C          | 56°27′33″N 10°02′11″Ø / 56.45915°N 10.03632°Ø |                           | 730-14942-1                | Upload foto |
| Thorsgade Kaserne                              | Thorsgades kaserne         | 1881         | Thorsgade 24, 8900 Randers C          | 56°27′49″N 10°02′24″Ø / 56.46365°N 10.03988°Ø |                           | 730-18543-1                | Upload foto |
| Thorsgade Kaserne                              |                            | 1881         | Thorsgade 26, 8900 Randers C          | 56°27′50″N 10°02′24″Ø / 56.46391°N 10.04004°Ø |                           | 730-18543-2                | Upload foto |
| Thorsgade Kaserne                              |                            | 1881         | Thorsgade 34, 8900 Randers C          | 56°27′50″N 10°02′22″Ø / 56.46382°N 10.03946°Ø |                           | 730-18543-3                | Upload foto |
| Thorsgade Kaserne                              |                            | 1881         | Thorsgade 36, 8900 Randers C          | 56°27′50″N 10°02′21″Ø / 56.46383°N 10.03926°Ø |                           | 730-18543-4                | Upload foto |
| Tinghuset                                      | Ting og arresthus          |              | Møllestræde 8, 8900 Randers C         | 56°27′46″N 10°02′10″Ø / 56.46289°N 10.03615°Ø |                           | 730-15320-1                | Upload foto |
| Trudsholm                                      | Hovedbygning/beboelse      | 1651         | Trudsholm Alle 10, 8970 Havndal       | 56°39′12″N 10°10′21″Ø / 56.65334°N 10.17253°Ø |                           | 730-36876-1                | Upload foto |
| Trudsholm                                      | Stald                      | 1727         | Trudsholm Alle 10, 8970 Havndal       | 56°39′12″N 10°10′21″Ø / 56.65334°N 10.17253°Ø |                           | 730-36876-2                | Upload foto |
| Trudsholm                                      | Lade                       | 1900         | Trudsholm Alle 10, 8970 Havndal       | 56°39′13″N 10°10′18″Ø / 56.65363°N 10.17162°Ø |                           | 730-36876-3                | Upload foto |
| Vester Grave 44                                |                            | 1820         | Vestergrave 44, 8900 Randers C        | 56°27′27″N 10°02′16″Ø / 56.45747°N 10.03780°Ø |                           | 730-19003-2                | Upload foto |
| Vester Grave 48                                |                            | 1649         | Vestergrave 48, 8900 Randers C        | 56°27′27″N 10°02′18″Ø / 56.45752°N 10.03828°Ø |                           | 730-19637-1                | Upload foto |
| Vestergade 35                                  |                            | 1731         | Vestergade 35A, 8900 Randers C        | 56°27′41″N 10°01′39″Ø / 56.46126°N 10.02760°Ø |                           | 730-19555-1                | Upload foto |
| Von Hattenstræde 7                             |                            | 1799         | Von Hattenstræde 7, 8900 Randers C    | 56°27′38″N 10°01′59″Ø / 56.46066°N 10.03298°Ø |                           | 730-19889-1                | Upload foto |